# Mantella
Mantella é um gênero de anuro da família Mantellidae, endêmico de Madagascar.

## Espécies

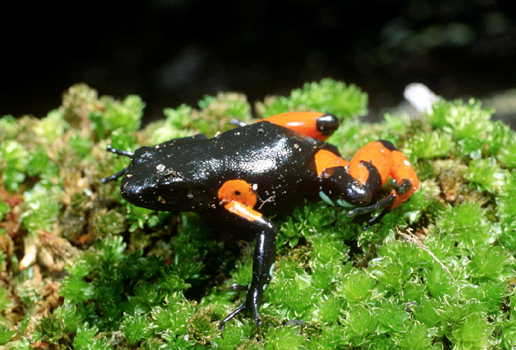
Mantella cowanii

- Mantella aurantiaca Mocquard, 1900
- Mantella baroni Boulenger, 1888
- Mantella bernhardi Vences, Glaw, Peyrieras, Böhme e Busse, 1994
- Mantella betsileo (Grandidier, 1872)
- Mantella cowanii Boulenger, 1882
- Mantella crocea Pintak e Böhme, 1990
- Mantella ebenaui Boettger, 1880
- Mantella expectata Busse e Böhme, 1992
- Mantella haraldmeieri Busse, 1981
- Mantella laevigata Methuen e Hewitt, 1913
- Mantella madagascariensis (Grandidier, 1872)
- Mantella manery Vences, Glaw e Böhme, 1999
- Mantella milotympanum Staniszewski, 1996
- Mantella nigricans Guibé, 1978
- Mantella pulchra Parker, 1925
- Mantella viridis Pintak e Böhme, 1988